# ليون ميتز
ليون ميتز (بالفرنسية: Léon Metz)‏ هو سياسي لوكسمبورغي، ولد في 1 نوفمبر 1842 في لوكسمبورغ، وتوفي في 25 يونيو 1928 في إيش سوغ ألزيت في لوكسمبورغ. انتخب mayor in Luxembourg ‏ (1906 – 1909).